# Willi Lindörfer
Willi Lindörfer (geb. 21. Juni 1904 in Gleicherwiesen, Kreis Hildburghausen; gest. 29. August 1968 in Weimar) war ein deutscher Geigenbauer.

## Leben
Lindorfer war ein Geigenbauer mit internationalem Renommée. Er absolvierte zunächst eine Lehre zum Holzbildhauer. Dann begann er seine Tätigkeit als Holzbildhauer auf der Veste Coburg. Zum Geigenbauer wurde er 1927 bis 1929 in Berlin ausgebildet. 1930 bis 1932 war er Restaurator in der Firma Emil Herrmann Berlin/New York, bevor er in Berlin-Wilmersdorf eine eigene Werkstatt einrichtete. In Weimar richtete er 1945 eine Werkstatt für den Bau von Streichinstrumenten ein, wo er Violinen, Bratschen und Violoncelli fertigte. Er kopierte auch Streichinstrumente nach alten Meistern, restaurierte wertvolle Instrumente. Drei der Violinvirtuosen, die mit den von ihm gebauten Instrumenten spielten, waren David und Igor Oistrach bzw. Michail Waiman. Er war zudem als Gutachter wertvoller Instrumente tätig. Außerdem war er Kunstsammler. Zu seinen Mitarbeitern zählte u. a. (bis 1960) Wilhelm Brückner.

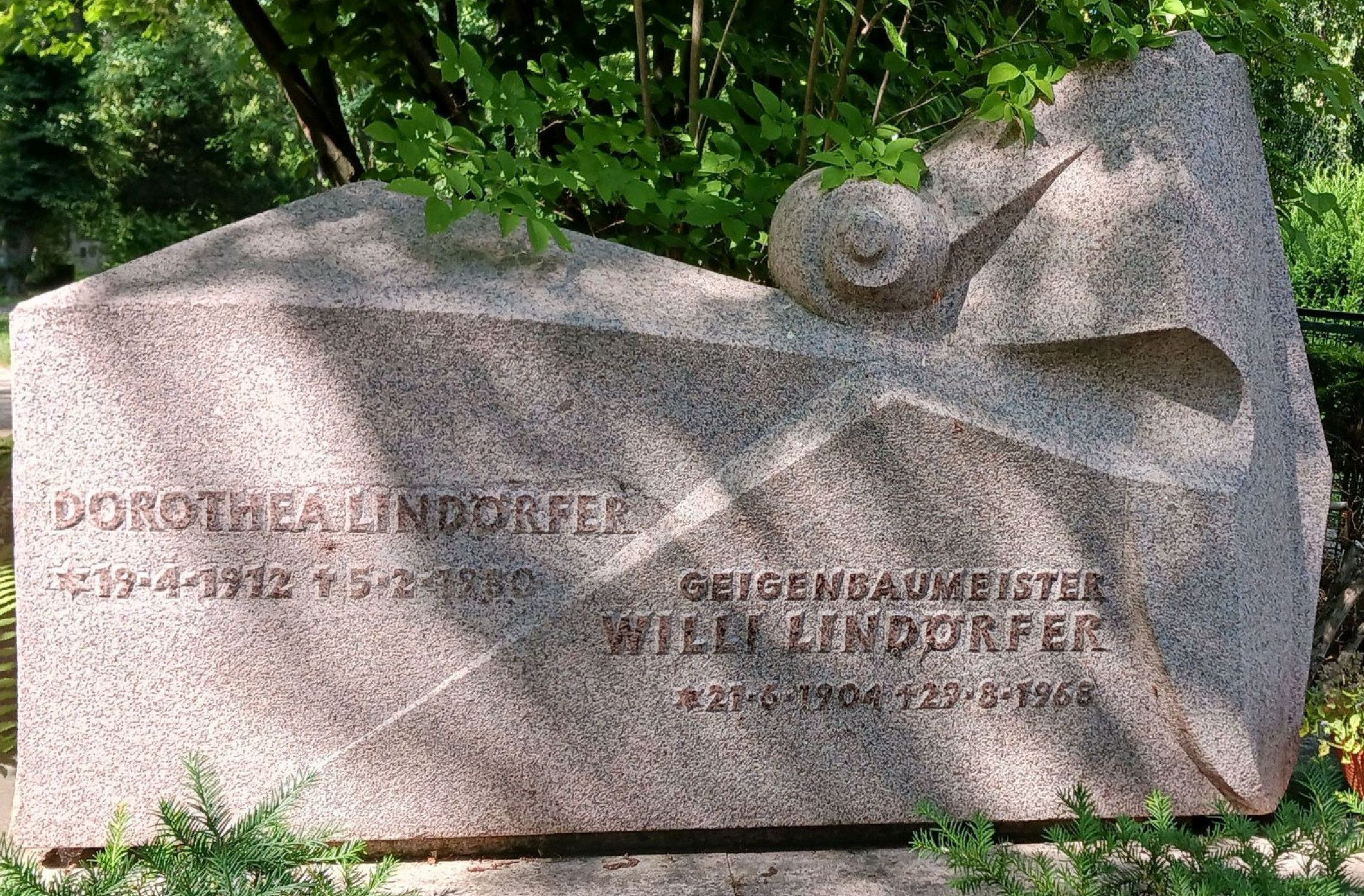
Lindörfers Grab in Weimar

Sein Grab befindet sich auf dem Historischen Friedhof Weimar. Das expressiv wirkende Grabmal schuf der Weimarer Bildhauer Walter Reineck. Der Geigenkopf erinnert an sein herausragendes Wirken als Geigenbauer.